# ユトレヒト
ユトレヒト（オランダ語: Utrecht [ˈytrɛxt] ( 音声ファイル) ユトレフト）は、オランダ・ユトレヒト州にある基礎自治体（ヘメーンテ）。オランダ第4の都市であり、ユトレヒト州の州都でもある。首都アムステルダムから30キロほど南に位置する。漢字表記は兀度列希土。
ユトレヒトは8世紀よりオランダの宗教の中心であった。現在でもオランダ・カトリック教会で最も重要な地位をユトレヒト大司教が担っている。また、復古カトリック教会の大主教座や、プロテスタント教会の教区事務所もユトレヒトに置かれている。旧市街のドム教会は街の象徴である。
ユトレヒトは、17世紀に始まったオランダ黄金時代にアムステルダムにその座を奪われるまで、オランダ文化の中心的な都市であった。ユトレヒトにはオランダ最大の大学であるユトレヒト大学が置かれている。また、国土のほぼ中央付近という地理的条件より、ユトレヒト中央駅はオランダの鉄道網の重要な結節点となっている。

## 歴史
ユトレヒトの起原はローマ帝国が47年頃に建てた要塞である。これは現在よりも北を流れており、ローマ帝国の国境であるライン川河畔にあった。ラテン語名はトライェクトゥム（歩いて渡れる場所の意）という。500人ほどの規模の軍隊が駐留しており、職人、貿易商人、兵士の妻や子供からなる入植地があった。
2世紀の半ばにはゲルマン人がたびたび侵入し、270年頃ローマ軍はユトレヒトを放棄した。270年頃から500年頃のユトレヒトについてはあまり知られていない。6世紀になると、ユトレヒトはフランク人の勢力下に置かれるようになった。
中世を通じて、ユトレヒトは北ネーデルラントでもっとも重要な都市であった。通常はウィリブロルドゥス (Willibrordus) がユトレヒトの最初の司教であったと考えられている。695年、ウィリブロルドゥスはフリースラントの大司教に任命される。703年または704年、さらに北の地方で宣教を行うため、ヘルスタルのピピン2世がユトレヒトを領地としてウィリブロルドゥスへ与えた。1122年、ユトレヒトは都市権を得た。
のちに、ユトレヒト司教はユトレヒト州だけでなく北東の地域でも世俗的な権力をもつようになった。1528年、カール5世はネーデルラント17州（現在のベルギー・ルクセンブルク・オランダ・北フランスを含む）の領主となり、下スティヒトおよび上スティヒトの世俗権力は教会からカール5世へと移った。
1579年、ネーデルラント北部7州はユトレヒト同盟に調印し、スペインの支配に抵抗することを決意した。ユトレヒト同盟はオランダのはじまりとみなされている。1580年、プロテスタントの政府がユトレヒト司教座を含む司教座の廃止を決め、1853年に復活するまでユトレヒトにカトリックの司教座がおかれることはなかった。
1713年、ユトレヒト条約がスペイン継承戦争の和平条約として締結され、このときジブラルタルがイギリス領となった。
1843年、ユトレヒトとアムステルダムを結ぶ鉄道が開通した。これ以後、ユトレヒトは次第にオランダの鉄道網の中心となっていった。第二次世界大戦以後、街は発展し、近隣にKanaleneiland, Hoograven, Lunetten, Leidsche Rijn などの都市が開発された。

## 地区

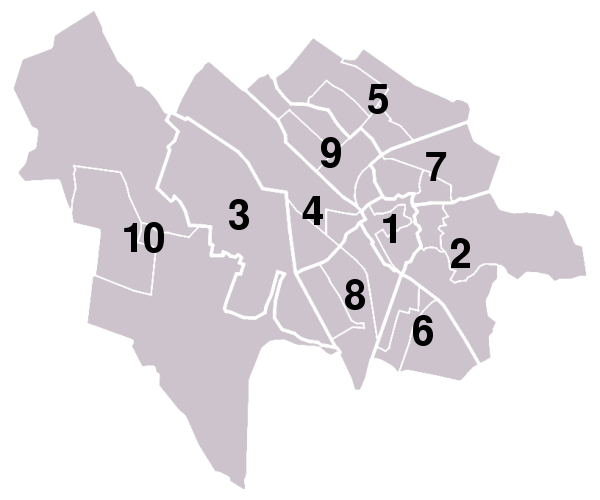
ユトレヒト市街地のStadsdeel

ユトレヒト基礎自治体には、次の地区がある。
- ユトレヒト（Utrecht）市街地

1: ビンネンスタット区（Binnenstad）
2: 東区（Utrecht-Oost）
3: ライセ・ライン区（Leidsche Rijn）
4: 西区（Utrecht-West）
5: オーヴァーフェヒト区（Overvecht）
6: 南区（Utrecht-Zuid）
7: 北東区（Utrecht-Noordoost）
8: 南西区（Utrecht-Zuidwest）
9: 北西区（Utrecht-Noordwest）
10: フレウテン・デ・メーレン区（Vleuten-De Meern）
- Haarzuilens
- De Meern
- Vleuten
- Ockhuizen
- Oudenrijn
- Stadsdam
- Themaat
- Veldhuizen

## 旧市街

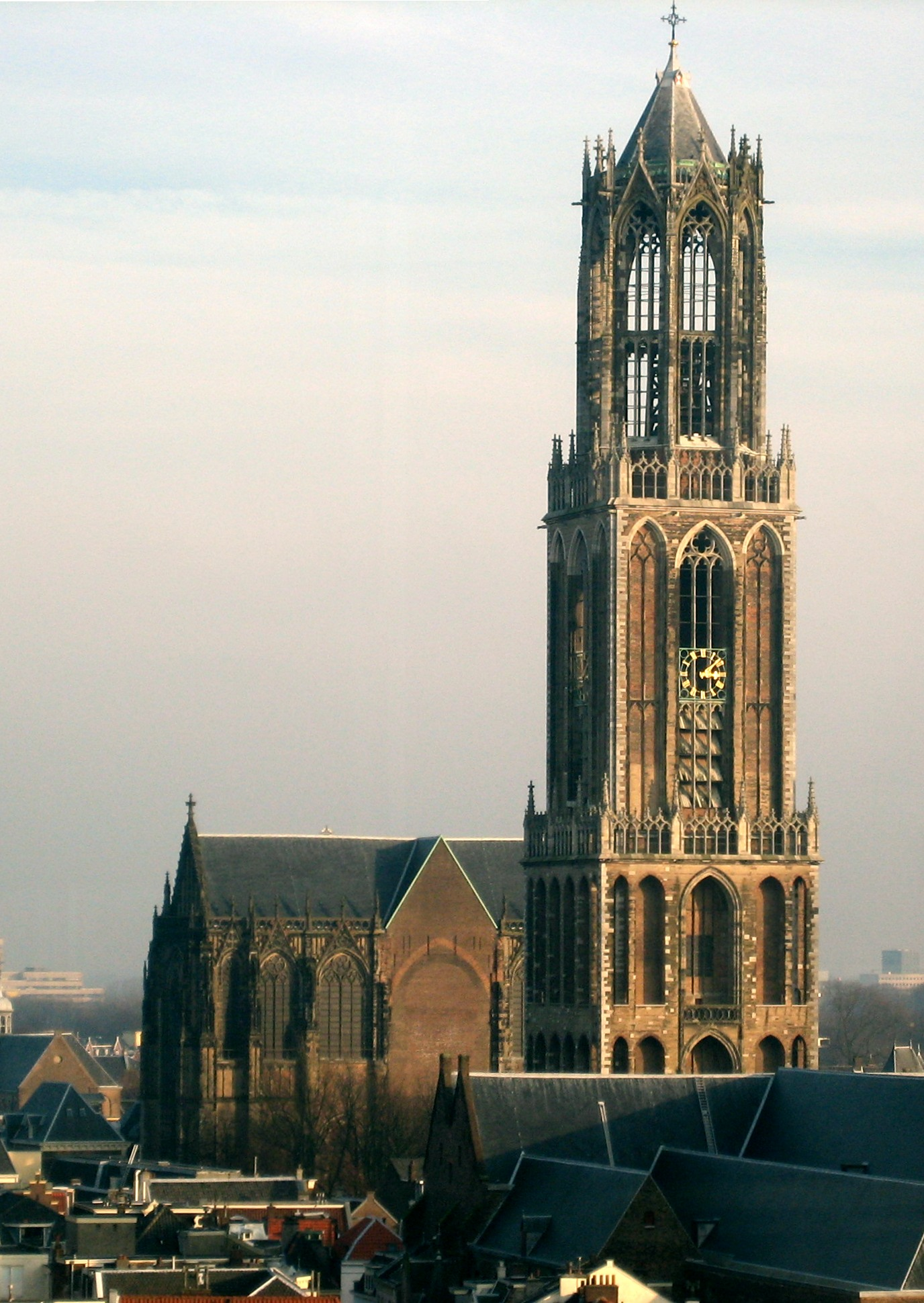
大聖堂の塔

ユトレヒト旧市街でひときわ目立つドム教会の塔の姿が今日望めるのは、その塔を越える高さの建物を建ててはいけないという暗黙の了解が長い間守られてきたことによる。現在でもこの高さを越えるビルは存在せず、最も高いビルの高さは2010年竣工予定のRabobanktoren（ラボバンクのオフィスビル）で高さ105mである。また、旧市街の中心を流れるOudegracht（旧運河）は、元はライン川の支流であったものを運河にしたもので、現在でも市街地を曲がりくねって流れている。旧市街は19世紀まで存在した城壁の内側エリアにコンパクトにまとまっており、古い街路構成を今日でも観察することができる。旧市街を取り囲む運河は、元は城壁を囲む堀であったものであり、旧市街の東側は19世紀の洪水線を構成する要塞の一部として、十字砲火を考慮した造りとなっている（また、洪水線の一部をなしていた砦も現在でもはっきりと残存しており、新市街の外周にブラウカペル砦やビルトストラート砦などがある）。
- ドム教会と大聖堂の塔（Domtoren）

カトリック大聖堂として造られた教会。北フランスのゴシック様式で建設された。1321年〜1381年に建設された高さ112mの大聖堂の塔は、オランダで最も高い教会の塔である。1580年より、プロテスタント教会となっている。
- 聖カタリネ大聖堂（Sint-Catharinakathedraal）

1853年以降、ローマ・カトリック教会のユトレヒト大司教座が置かれている大聖堂。
- ホーホ・カタライネ（Hoog Catharijne）

中央駅と旧市街の間にあるショッピングモール。これらを結ぶ通路は街路同様に公共の場と考えられており、市中と駅を結ぶメインストリートとして24時間開放されている。
- ユトレヒト中央博物館

1838年に創立されたユトレヒトで最大の博物館で、美術工芸品の他、ユトレヒトの歴史に関する展示や、ミッフィーの作者ディック・ブルーナの出身地であることからミッフィーに関する展示スペースも存在する。このほかにも広場などの公共スペースには作品に関連する像が設置されている。
- オランダ鉄道博物館（Nederlands Spoorwegmuseum）

1924年に創立された博物館で、1954年に旧マリーバーン駅に移転してきたもの。

## 交通
道路
高速道路A2、A12、A27、A28がユトレヒトを通過している。
鉄道

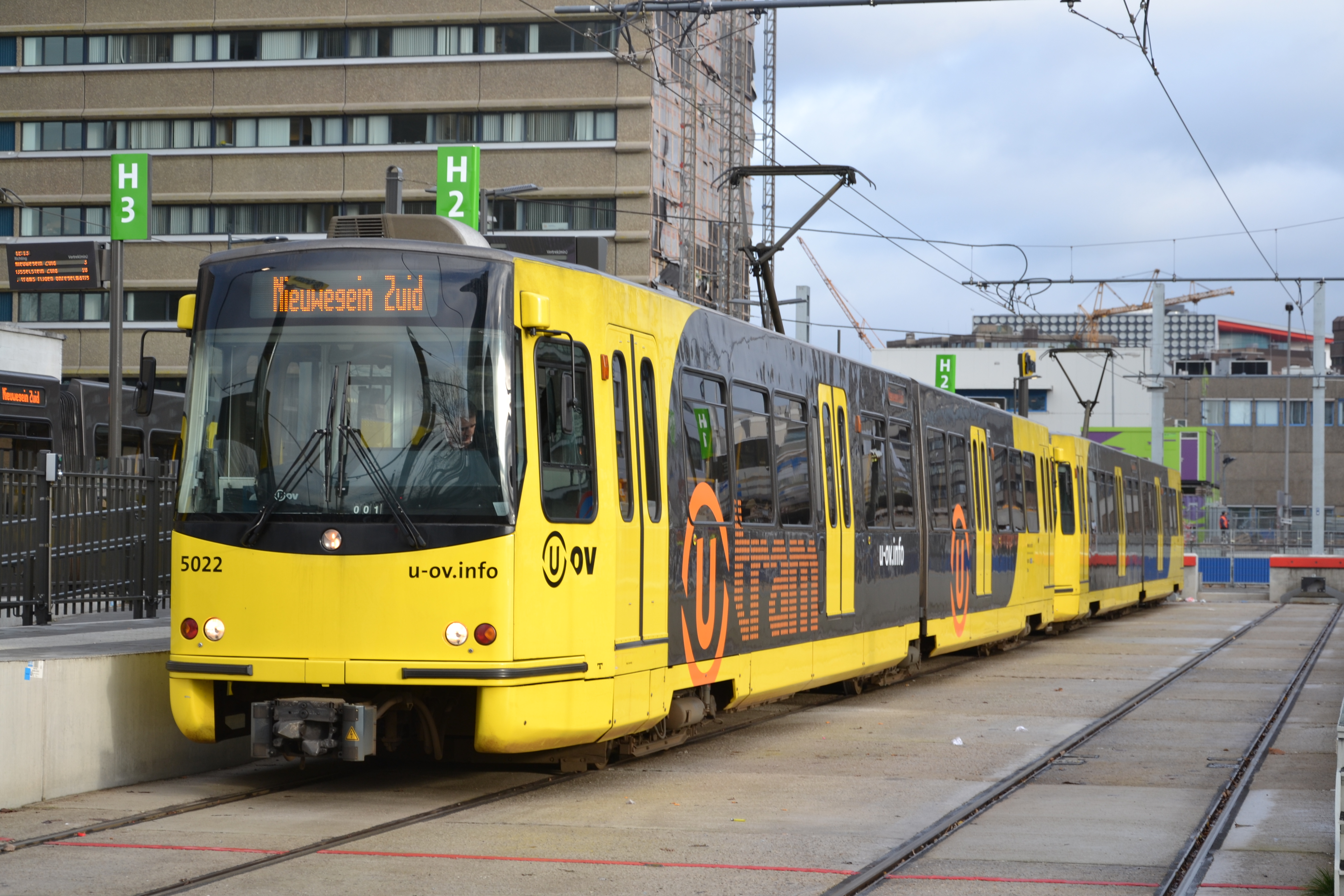
快速トラム

オランダ鉄道の主要駅であるユトレヒト中央駅からは、オランダ各地への列車が運行されている。ユトレヒト中央駅を発着するおもな列車は次の通り。
ケルン中央駅経由フランクフルト方面ICE：1日に6本
アムステルダム中央駅方面デン・ヘルダー行きインターシティ：1時間に3本
アムステルダム南駅経由スキポール空港駅行きインターシティ：1時間に4本
ハウダ経由ロッテルダム中央駅行きインターシティ：1時間に4本
ハウダ経由デン・ハーグ中央駅行きインターシティ：1時間に4本
ライデン中央駅行きインターシティ：1時間に2本
アイントホーフェン経由マーストリヒト行きインターシティ：1時間に2本
アイントホーフェン行きインターシティ：1時間に2本
また、2路線のユトレヒト快速トラムが隣接自治体のニーウェヘイン、アイセルスタインとの間を、それぞれ15分おきに結んでいる。
水運
アムステルダム・ライン運河が市街地西部を通過しており、コンテナ・ターミナル なども供用されている。

## 教育
ユトレヒト大学をはじめ、ユトレヒト芸術学校、ユトレヒト高等専門学校の三つの高等教育機関がある。
ユトレヒト大学はオランダ最大の大学であり、2004年現在、学生26,787人が在籍している。大学は市の中心部および市の東にある Uithof キャンパスに本拠を置く。

## スポーツ
- FCユトレヒト - ユトレヒトに本拠地を置くサッカークラブ。
- UVV - ユトレヒトに本拠地を置く野球・ソフトボールクラブ。

## ユトレヒト出身の人物
歴史上の主なユトレヒト出身者一覧

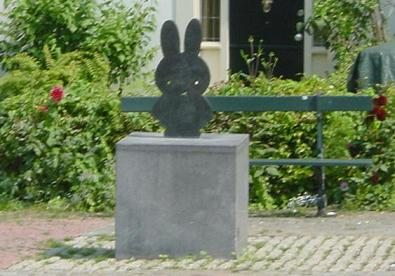
市内にある広場。ディック・ブルーナの次男マルクが制作したミッフィーの像

- ハドリアヌス6世 (ローマ教皇) (1459-1523)　ローマ教皇
- クリストフ・ボイス・バロット (1817-1890)　気象学者　ボイス・バロットの法則を発見
- テオ・ファン・ドゥースブルフ (1883-1931)　画家　抽象絵画の普及に努めた
- ヘラルト・ファン・ホントホルスト (1592-1656)　画家
- ヘリット・リートフェルト (1888-1964)　建築家　世界遺産であるシュレーダー邸を設計した
- ディック・ブルーナ (1923-2017)　絵本作家　ミッフィーの生みの親
- アントン・ヘーシンク（1934-2010） 柔道家　1964年東京オリンピック柔道無差別級金メダリスト、十段位。

## 姉妹都市
- ブルノ、チェコ
- レオン、ニカラグア
- キンシャサ、コンゴ民主共和国
- ハノーファー、ドイツ